# Босут (река)
Босут је река у Славонији и Срему. Река извире у Хрватској, а улива се у Саву, у Србији.

## Природне одлике
Босут је „права равничарска река“, са падом од свега 15-ак метара. Овако мали пад узрок је великог меандрирања реке и честог природног загађења (велика муљевитост, непрозирност).
Босут настаје од речице Биђ, дужине 66 km у централној Славонији, и Бераве, која тече јужно од Велике Копанице, меандрира према истоку у близини Гундинаца и Бабине Греде, и окреће се према северу код Градишта, јужно од Церне. између Штитара и Жупање (уз Саву). река суштински нема прави извор. Река прво тече ка североистоку, према Градишту, па полако тече ка Церни. Код Винковаца река скреће ка југоистоку, што прати до свог ушћа. Код села Липовац река прима притоку Спачву.
Код Батроваца река утиче у Србију, да би код Моровића примила своју највећу притоку, реку Студву. Недуго после тога река се улива у Саву код истоименог села Босут.
За Босут је карактеристично и занимљиво то да не тече коритом које је направила његова вода, већ један део вода реке Саве. Пространо корито Босута преко лета је суво у свом горњем и средњем току. Пре 200 и више година корито Босута је било један рукавац Саве, који се од ње одвајао испод ушћа Босне, а у њу враћао око ушћа Дрине. Када се горњи крај тога рукавца засуо, свакако од наноса реке Босне, корито некадашњег рукавца Саве остало је без воде, па су му Турци дали име Босут, што би на нашем језику значило пуста вода (на турском језику бош - празан, пуст и сут - вода). Ово име потпуно одговара садашњем Босуту, који је за своју малу количину воде наследио пространо корито некадашњег рукавца водом богате Саве.
Старо ушће Босута засуто је песком, али је касније вода прокопала ново, стотину метара ниже. Око 150 метара од обале Саве саграђена је на Босуту устава за пролаз бродова. Међутим, како се Босутом од почетка Другог светског рата не плови, та устава не ради. Иначе, Босут је плован само за мање бродове на дужини од 39 km (до Апшеваца).

## Историја
Прича се да су стари Римљани знали рећи како у свом царству имају реку која доподне тече на једну страну, а поподне на другу, мислећи на Босут, који понекад тако мирно тече да се и малим ветром вода покрене у једном или другом смеру.

## Насеља
Од већих насеља река пролази једино кроз град Винковце.
Насеља поред самог водотока су редом:
- Хрватска: Штитар, Градиште, Церна, Андријашевци, Роковци, Винковци, Привлака, Ђелетовци, Нијемци, Подграђе, Апшевци, Липовац,
- Србија: Батровци, Моровић, Вишњићево и Босут (Србија).

## Галерија
- Босут у хрватском делу тока